# Martin Nielsen (borgmester)
 For alternative betydninger, se Martin Nielsen. (Se også artikler, som begynder med Martin Nielsen)
Martin Valdemar Nielsen (7. november 1927 i Smidstrup - 21. juli 2018 i Glostrup) var en dansk fagforeningsmand og socialdemokratisk lokalpolitiker, der var borgmester i Glostrup Kommune i perioden 1. april 1970 - 1. marts 1983. Inden borgmestertiden var han bl.a. næstformand i Dansk Postforbund, og efter afgangen som borgmester i 1983 blev han direktør for Glostrup Boligselskab.
Martin Nielsen kom kort efter sin konfirmation ud at tjene, og senere kom han i lære som mejerist. Efter militærtjenesten fik han ansættelse som reservepostbud i København, og her begyndte hans løbebane i fagbevægelsen at tegne sig. Han blev først valgt som tillidsmand, dernæst fællestillidsmand, bestyrelsesmedlem i Københavns Postbudeforening og hovedbestyrelsesmedlem i Dansk Postforbund. Han flyttede til Glostrup i 1956, hvor han blev engageret i det socialdemokratiske partiarbejde. Da han i 1970 blev udnævnt til borgmester i Glostrup Kommune, var hans officielle beskæftigelse "overpakmester", men reelt var han fuldtidsbeskæftiget som næstformand i Dansk Postforbund.
Udpegelsen af Martin Nielsen som borgmester i Glostrup Kommune efter kommunalvalget i 1970 kom som "et lyn fra en klar himmel". Han havde ikke tidligere siddet i kommunalbestyrelsen og var blevet valgt til et politisk hverv for første gang med blot 71 personlige stemmer. Den foregående valgperiode havde imidlertid været dramatisk i Glostrups kommunalbestyrelse. Kommunen havde siden 1929 uden afbrydelser været ledet af socialdemokratiske borgmestre, men da den siddende borgmester, Niels Georg Sortsø, i 1968 trådte tilbage på grund af sygdom, havde de fleste forventet, at hans post ville blive overtaget af partifællen, viceborgmester Bjarne Jensen. Den enlige venstresocialist i kommunalbestyrelsen, Preben Ikkala, brød sig imidlertid ikke om Bjarne Jensen, og som tungen på vægtskålen valgte han at støtte udpegelsen af oppositionens kandidat, den konservative F.A. Elmerkjær, som ny borgmester.
Socialdemokraternes tab af borgmesterposten i 1968 var resultatet af intern uenighed i den lokale partiforening. Det var derfor, at Børge Jansbøl, der var en af partiets markante skikkelser, opfordrede Martin Nielsen til at stille op som en borgmesterkandidat, der kunne samle partiet. Efter nogen tøven accepterede han opfordringen og vandt altså posten ved det efterfølgende valg, hvor Socialdemokratiet med ni pladser ud af 17 i kommunalbestyrelsen opnåede et absolut flertal.
Overraskelsen over den nye borgmester var stor i byen, men også hos Martin Nielsen selv. Det var ikke uden store sjælekvaler, at han havde sagt ja til en post, han aldrig havde stræbt efter. Hans hidtidige forbindelse med den lokale politik havde være så perifær, at det var en enorm udfordring, han tog imod. Det stod imidlertid hurtigt klart, at han som borgmester befandt sig i sit rette element. Hans smidighed som forhandler var eminent, og for så vidt var han glimrende udrustet til at blive borgmester, men det var der ikke mange, der inden udnævnelsen havde haft nogen anelse om. På det konstituerende møde i kommunalbestyrelsen indbød han de andre partier til et vidtgående samarbejde, og overalt hvor det var muligt, tilstræbte han bred enighed for at finde frem til de bedste løsninger. Og han endte med at sidde i borgmesterstolen i 13 år, bl.a. efter genvalg ved kommunalvalgene i 1974, 1978 og 1981 – samtlige gange med absolut flertal til hans parti.
Den 1. marts 1983 trak han sig tilbage som borgmester for at blive direktør i Glostrup Boligselskab, hvor han havde været bestyrelsesformand siden 1970, og han overlod borgmesterposten til partifællen Gunner Larsen.

## Avedøre-sagen
I sin første tid som borgmester måtte Martin Nielsen bl.a. kæmpe for at bevare Glostrup Kommunes selvstændighed, fordi kommunen ikke var en geografisk sammenhængende enhed, idet Avedøre-området, som dengang var en del af kommunen, lå adskilt fra resten af kommunen mellem Brøndby og Hvidovre Kommune.
I foråret 1972 vedtog Folketinget et lovforslag om revision af den kommunale inddeling i Københavns Amtsrådskreds. Loven foreskev bl.a., at kommuner fremover ikke kunne bestå af to geografisk adskilte områder, hvilket var en slet skjult henvisning til Glostrup Kommune, der var den eneste tvedelte kommune i amtet. Der var altså alvorligt overhængende fare for, at Glostrup Kommune ville miste Avedøre.
Hverken borgmester Martin Nielsen, viceborgmester Gunner Gärtner, der selv boede i Avedøre, eller resten af kommunalbestyrelsen var imidlertid til sinds at opgive bydelen, og i et udførligt brev til kommunalreformkommisionen fremhævede kommunen, at Avedøres tilhørsforhold til Glostrup Kommune gik overordentligt langt tilbage i tiden, og at der hverken i befolkningen eller i de skiftende kommunalbestyrelser nogensinde havde været stemning for at ændre Avedøre-områdets tilknytning til Glostrup Kommune. Man skrev endvidere, at kommunens omfattende investeringer i vej- og kloakeringsarbejder i området havde medført at indbyggertallet siden anden verdenskrig fra steget fra 1.000 til ca. 6.500, og at det måtte påregnes at Avedøre fuldt udbygget ville få ca. 16.000 indbyggere. Og for at den igangværende udvikling kunne fortsætte på en harmonisk og hensigtsmæssig måde, argumenterede man for, at processen ikke burde overtages af nye myndigheder og nyt personale. På et borgermøde i Avedøre arrangeret af Socialdemokratiet og Det Konservative Folkeparti blev der endvidere vedtaget en resolution, der henstillede til kommunalreformkommisionen, at områdets kommunale tilhørsforhold forblev uændret.
Martin Nielsen vurderede, at der var fem muligheder for Avedøres fremtid:
- Avedøre forblev en del af Glostrup Kommune.
- Avedøre blev indlemmet i Hvidovre Kommune.
- Avedøre blev indlemmet i Brøndby Kommune.
- Avedøre blev en del af en ny kommune langs Køge Bugts nordkyst, evt. sammen med Brøndby Strand og Vallensbæk Strand.
- Avedøre blev en selvstændig kommune.

Det var ingen hemmelighed, at Hvidovre Kommune, der på en længere strækning grænsede op til Avedøre, godt kunne tænke sig at overtage bydelen. Hvidovre var stort set fuldt udbygget og havde behov for ledige arealer til byudvikling, som Avedøre var rig på. Og da det store inddæmningsprojekt, der skulle skabe Avedøre Holme, blev igangsat i 1960'erne, har Hvidovre Kommune nok sendt et længselsfuldt blik mod Avedøre. Den 21. januar 1965 skrev Glostrup Folkeblad, at Hvidovre Kommune "tilsyneladende ikke rigtig kan affinde sig med, at Avedøre tilhører Glostrup og hermed også den store inddæmning af Avedøre Holme. "Glostrup får al fornøjelsen," siger man i Hvidovre, "og Hvidovre alle generne. Glostrups borgmester kan ikke engang med en søkikkert se røgen fra fabrikkerne på Avedøre Holme."
Men Hvidovre Kommune holdt sig i begyndelsen af kommunalreformkommissionens arbejde lidt i baggrunden, fordi Glostrup Kommune så gerne ville beholde Avedøre, udtalte Hvidovre-borgmesteren Svend Aagesen. På et kommissionsmøde i februar 1973 fremlagde Aagesen imidlertid en række argumenter for, at Avedøre blev indlemmet i Hvidovre Kommune, hvis tilhørsforholdet til Glostrup blev afbrudt. Efter mødet udtalte Aagesen til Hvidovre Avis, at der ikke herskede tvivl om, at Glostrup Kommune ville miste Avedøre. Den udtalelse faldt imidlertid Martin Nielsen for brystet. Efter hans mening, havde udtalelserne på mødet ikke antydet, at bydelen ville gå tabt, og han udtalte følgende til Dagbladet: "Jeg vil give Svend Aagesen det gode råd at være tavs, så længe retten sidder."
Martin Nielsens argumenter havde gjort indtryk på kommunalreformkommissionen, der havde indset, at det ville være uheldigt at udskille Avedøre fra Glostrup Kommune. På den anden side var kommissionen bundet af Folketingets beslutning om, at kommunerne fremover skulle være geografisk sammenhængende. Den 5. marts 1973 fremkom den med et salomonisk (men overraskende) kompromisforslag, der gik ud på, at sammenlægge Glostrup Kommune og Brøndby Kommune. Dermed kunne Avedøre og Glostrup forblive i samme kommune, der med indlemmelsen af Brøndby Kommune dannede ét sammenhængende geografisk område.
Forslaget vakte glæde på borgmesterkontoret hos Kjeld Rasmussen i Brøndby, der kunne se frem til at blive centrum i en kommende storkommune, hvor indtægterne fra det "rige" Glostrup kunne bidrage til løsningen af de økonomiske problemer i Brøndby. Begejstringen var dog til at overse hos kollegaen Martin Nielsen i Glostrup, der fik noget af et chok over kommissionens løsningsforslag, der slet ikke havde været omtalt som en mulighed i debatten, og Glostrup-borgmesteren udtalte, at han aldrig havde drømt om, at Glostrup og Brøndby Kommune kunne blive slået sammen. Forslaget var efter hans mening helt forfejlet og han frygtede, at Glostrups borgere fremover ville komme til at betale den langt dyrere skat i Brøndby Kommune. Endelig tog Hvidovre Kommune blot løsningsforslaget til efterretning.
Den 13. marts 1973 var der møde i Glostrups kommunalbestyrelse for første gang efter offentliggørelsen af kommunalreformkommissionens forslag. Martin Nielsen sagde følgende på mødet: "Personligt vil jeg af al magt virke for, at det foreløbige forslag aldrig bliver endeligt, og jeg vil håbe, at kommunalbestyrelsens øvrige medlemmer indtager samme standpunkt. Det skylder vi simpelthen beboerne." Og på tværs af alle partiskel fik han fuld opbakning fra resten af kommunalbestyrelsen.
Protesterne i Glostrup Kommune skyldtes primært, at man frygtede en skattestigning, hvis sammenlægningen blev en realitet, men det var ikke et argument, man kunne anvende over for kommunalreformkommissionen. Protestbevægelsen i Glostrup kulminerede den 29. marts 1973, hvor samtlige politiske partier havde arrangeret et borgermøde i Glostruphallen, og hvor 800 borgere mødte op. "Dette protestmøde skulle gerne være en manifestation, der giver udtryk for befolkningens enstemmige afstandtagen fra kommunalreformkommissionens forslag," udtalte borgmester Martin Nielsen. Et stort antal talere havde ordet, herunder selvfølgelig borgmesteren, men der var ingen uenighed. Mødet afsluttedes med, at deltagerne på forslag af mødelederen Børge Jansbøl vedtog en resolution, der indeholdt en skarp protest mod kommissionens forslag og et krav om, at forslaget blev sat til folkeafstemning, såfremt kommissionen skulle fastholde det. Protestresolutionen blev omdelt til samtlige husstande i Glostrup Kommune med opfordring til, at borgerne med deres underskrift tilsluttede sig resolutionen. 13.000 ud af kommunens ca. 28.000 indbyggere skrev under på, at de modsatte sig en sammenlægning af de to kommuner.
For at finde et fælles svar på kommunalreformkommissionens forslag mødtes de to kommunalbestyrelser den 3. april 1973 på Restaurant Byparken i Glostrup, hvor det hurtigt stod klart, at Brøndby-politikerne ikke nærede noget ønske om at gennemtrumfe en sammenlægning, som en meget stor del af områdets beboere var modstandere af. De følgende dage enedes politikerne i de to kommuner om et fælles svar på forslaget, hvori de bl.a. skrev at begge kommuner hver for sig var velfungerende med et højt serviceniveau, og at de allerede samarbejdede om f.eks. brandslukning og spildevandsrensning. Københavns Amtsråd tilsluttede sig i øvrigt de to kommuners fælles udtalelse og gik også imod sammenlængingen af kommunerne.
Nogle dage senere havde Martin Nielsen sammen med det lokale folketingsmedlem Svend Jakobsen en forhandling med indenrigsminister Egon Jensen om sagen, hvor ministeren antydede, at der var en rimelig chance for, at kommunalreformkommissionens forslag blev droppet, men i så fald måtte Glostrup Kommune acceptere at afstå Avedøre, fordi kommissionen ville være bundet af lovens passus om, at kommunernes område skulle hænge sammen geografisk.
Den 4. maj 1973 fik kommunalpolitikerne fra Glostrup Kommune foretræde for kommunalreformkommissionen for at uddybe deres synspunkter, og under dette møde fremhævede Martin Nielsen, at der aldrig havde eksisteret noget Avedøre-problem, og at Glostrup og Avedøre passede godt sammen. Skulle Glostrup Kommune miste Avedøre, henstillede han kraftigt til at Avedøre-boerne ved en folkeafstemning fik lov til at tilkendegive, om de ønskede at blive overført til Brøndby Kommune eller Hvidovre Kommune.
Den stærke modstand mod sammenlægningen af Glostrup Kommune og Brøndby Kommune medførte, at kommunalreformkommissionen tog forslaget af bordet og i stedet indstillede til indenrigsministeren, at Avedøre pr. 1. april 1974 overgik til at tilhøre Hvidovre Kommune, og indstillingen blev den 6. juli 1973 godkendt af Indenrigsministeriet. Martin Nielsen opnåede således at bevare Glostrup Kommune som en selvstændig kommune, selvom man måtte sige farvel til 6.500 Avedøre-boere.

## Rødkælkevej-sagen
Tekst mangler, hjælp os med at skrive teksten